# 매트

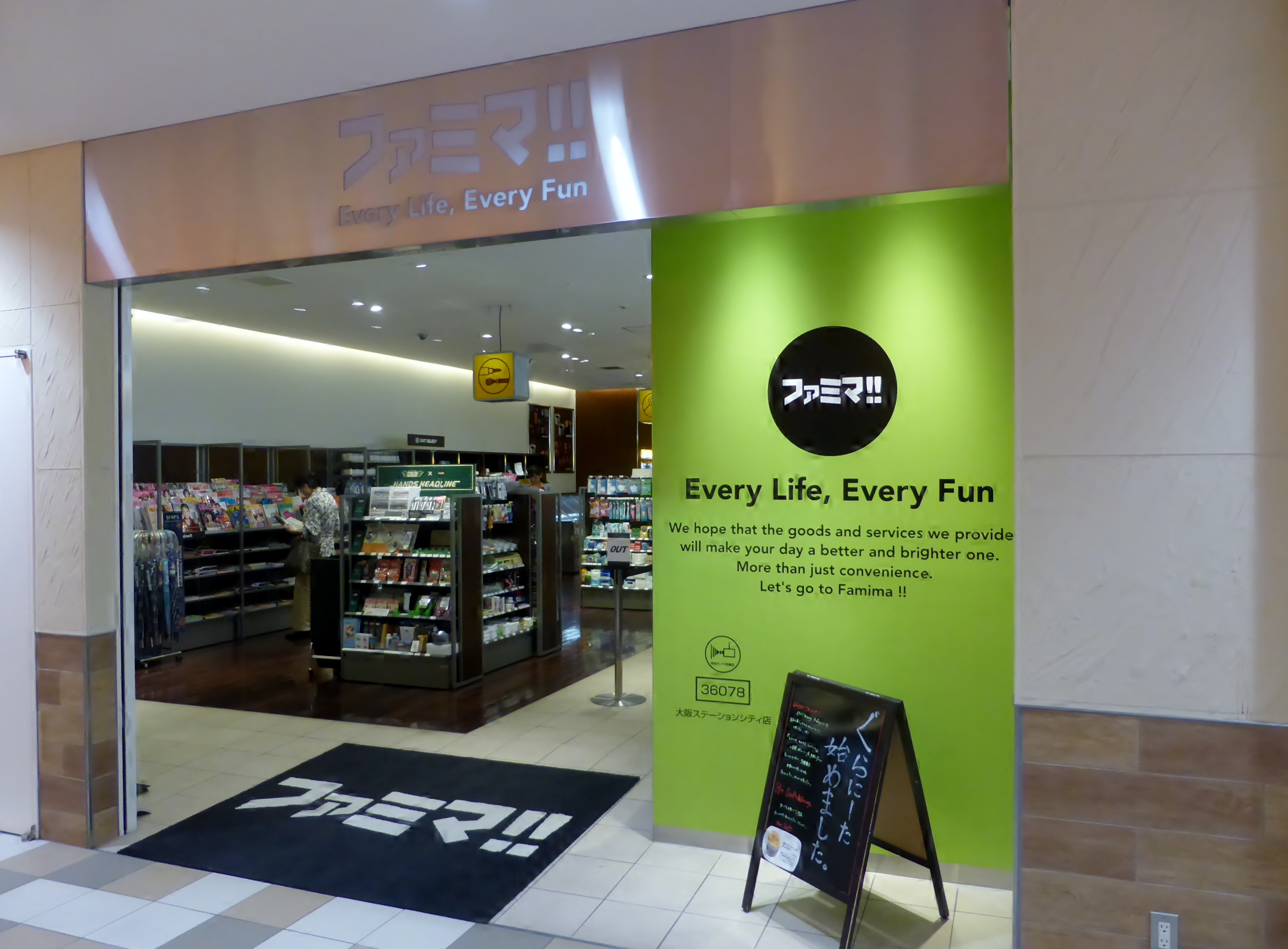
매트

매트(영어: Mat)는 체조 및 육상의 높이뛰기, 레슬링 등을 할 때 사용하는 깔개 또는 가정용 양탄자의 통칭이다.

## 같이 보기
- 다다미